# Leptotarsus (Longurio) cnephosus
Leptotarsus (Longurio) cnephosus is een tweevleugelige uit de familie langpootmuggen (Tipulidae). De soort komt voor in het Afrotropisch gebied.